# Neukirchen am Großvenediger
Neukirchen am Großvenediger è un comune austriaco di 2 500 abitanti nel distretto di Zell am See, nel Salisburghese; ha lo status di comune mercato (Marktgemeinde). Fa parte del progetto Perle delle Alpi.

## Monumenti e luoghi d'interesse
- Castello di Hochneukirchen

## Sport
Nel 1999, assieme al comune di Bramberg am Wildkogel, ha ospitato il Campionato del mondo di parapendio.